# Антозонит

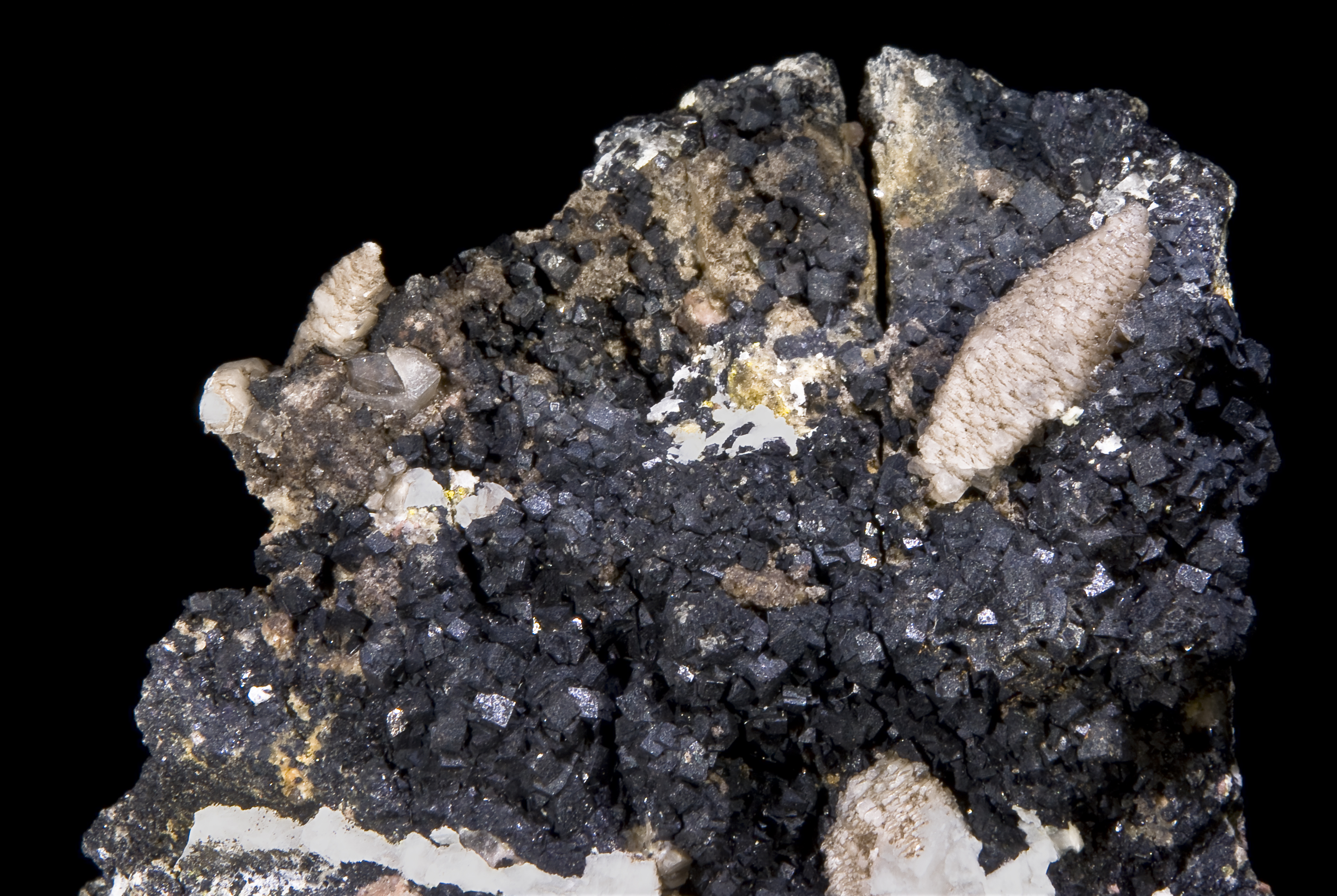
Антозонит с кальцитом из шахты Марньяк, Компреньяк, Верхняя Вьенна, Лимузен, Франция - (6x5,5 см)

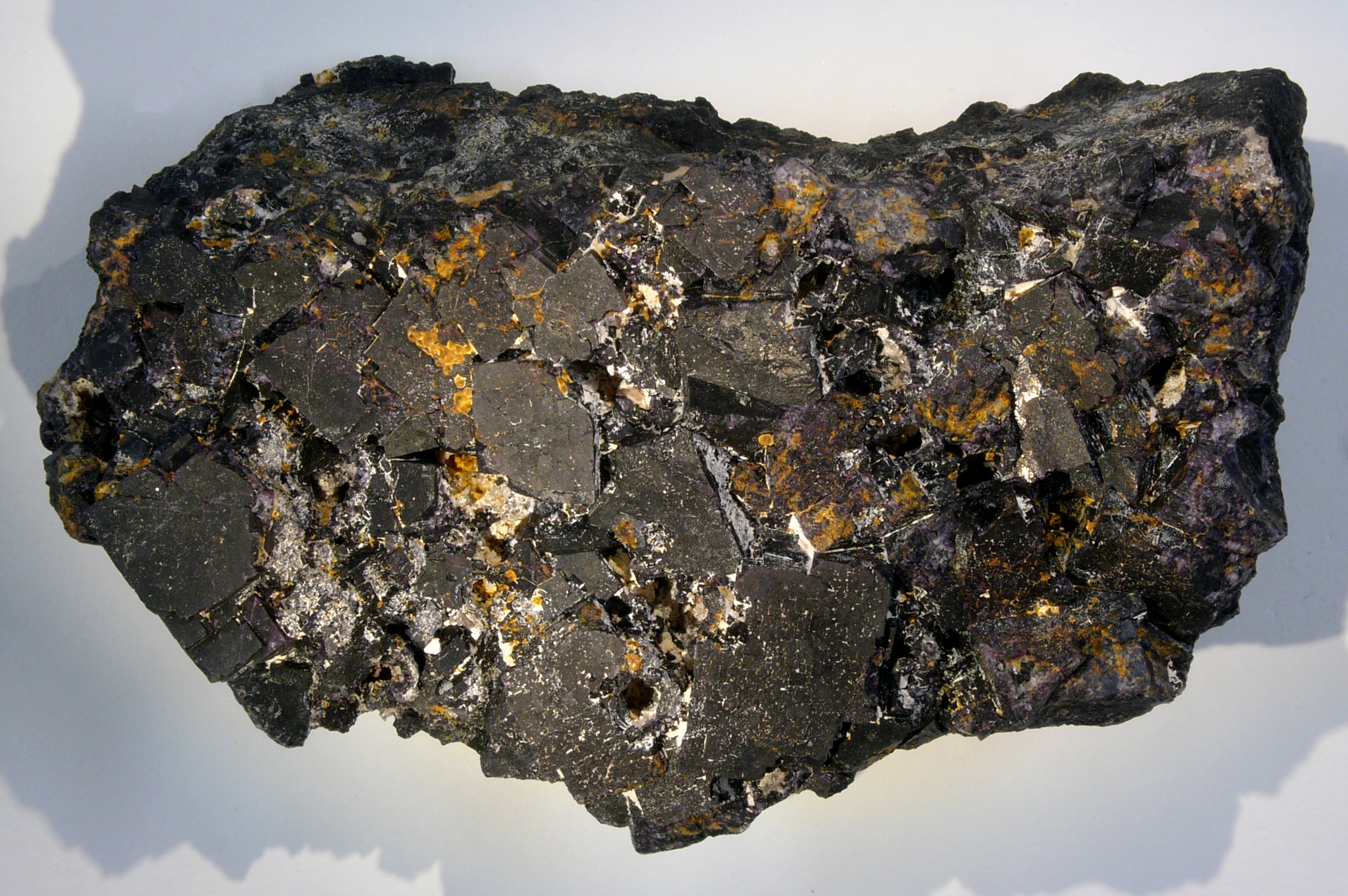
Флюорит (антозонит) из Вёльзендорфа, Оберпфальц, Южная Германия.

Антозонит (зловонный флюорит ) представляет собой разновидность радиоактивного флюорита, впервые обнаруженного в Вельзендорфе, Бавария, в 1841 году  и названного в 1862 году .
Характерен наличием множественных включений, содержащих элементарный фтор ;  когда кристаллы дробятся или ломаются, высвобождается элементарный фтор. Было установлено, что бета-излучение, испускаемое включениями урана, расщепляет фторид кальция на атомы кальция и фтора. Атомы фтора объединяются, образуя дифторид-анионы, и при потере дополнительных электронов на дефекте (кристаллической решётки) образуется фтор.   Впоследствии фтор вступает в реакцию с атмосферным кислородом и водяным паром, образуя озон (чей характерный запах, первоначально ошибочно принимали за вещество (о чьём существовании только предполагали), называемое антозоном,  которое отвечает за название минерала) и фтороводород.

## Рекомендации
1. ↑  Carbonatites and alkalic rocks of the Arkansas River area, Fremont County, Colorado. 2. Fetid gas from carbonatite and related rocks Архивная копия от 30 апреля 2021 на Wayback Machine, American Mineralogist, vol. 50, November–December 1965; E. Wm. Heinrich and Raymond J. Anderson
2. ↑  Some physical properties of naturally irradiated fluorite Архивная копия от 30 апреля 2021 на Wayback Machine, American Mineralogist, Robert Berman, 1956; "The material has been given the name antozonite, after the supposed evanescent gas, antozone. Earlier names were Stinkstein and Stinkfluss (Hausmann, 1847)"
3. ↑  American Journal of Science Архивная копия от 28 апреля 2023 на Wayback Machine, 1862
4. ↑  Study of the solid and gaseous inclusions in the fluorites from Wölsendorf (Bavaria, F.R. of Germany) and Margnac (Haute Vienne, France) by microprobe and mass spectrometry, by R. Vochten, E. Esmans and W. Vermeirsch, Chemical Geology, volume 20, 1977 doi:10.1016/0009-2541(77)90047-X
5. ↑  First Direct Evidence that Elemental Fluorine Occurs in Nature Архивная копия от 17 марта 2021 на Wayback Machine, News Release, Technische Universität München, 5 July 2012
6. ↑  Fluorine Finally Found in Nature Архивная копия от 3 апреля 2016 на Wayback Machine, Chemistry World, Royal Society of Chemistry, 11 July, 2012

## Внешние ссылки
- Антозонит на Mindat.org .